# Diaľnica D2
La Dial'nica D2 (o D2) è un'autostrada slovacca. Essa parte dal confine con la Repubblica Ceca, al congiungimento con la Dálnice 2, fino ad arrivare al confine con l'Ungheria via Bratislava, al congiungimento con l'autostrada ungherese M15. L'autostrada è lunga 80 km.

## Percorso
|      |                                                                 |    |                |  |  |
| Tipo | Indicazione                                                     | km | Strada europea |  |  |
|      | Dálnice 2 Confine di Stato - Repubblica Ceca                    |    |                |  |  |
|      | Area di parcheggio "Brodské" (solo carreggiata sud)             |    |                |  |  |
|      | Kúty                                                            | 5  |                |  |  |
|      | Area di servizio "Sekule"                                       |    |                |  |  |
|      | Area di parcheggio "Závod"                                      |    |                |  |  |
|      | Area di parcheggio "Malacky"                                    |    |                |  |  |
|      | Malacky                                                         | 29 |                |  |  |
|      | Lozorno                                                         | 41 |                |  |  |
|      | Area di parcheggio "Stupava"                                    |    |                |  |  |
|      | Stupava (-Juh)                                                  | 50 |                |  |  |
|      | Bratislava-Lamač                                                | 55 |                |  |  |
|      | Bratislava-Alexyho ul.                                          | 57 |                |  |  |
|      | Area di servizio "Lamač"                                        |    |                |  |  |
|      | Bratislava-Lamačská cesta                                       | 58 |                |  |  |
|      | Bratislava-Karlova Ves (solo carreggiata sud)                   | 61 |                |  |  |
|      | Bratislava-Karlova Ves (solo carreggiata nord)                  | 63 |                |  |  |
|      | Bratislava-Petržalka (solo carreggiata sud)                     | 64 |                |  |  |
|      | Hainburg (A), Bratislava-Petržalka-Západ (solo carreggiata sud) | 65 |                |  |  |
|      | Bratislava-Petržalka (solo carreggiata nord)                    | 65 |                |  |  |
|      | Bratislava-Petržalka-Západ (solo carreggiata nord)              | 66 |                |  |  |
|      | Area di servizio "Jarovce"                                      | 70 |                |  |  |
|      | Bratislava-Jarovce                                              | 71 |                |  |  |
|      | Area di parcheggio "Čunovo"                                     | 80 |                |  |  |
|      | Autostrada ungherese M15 Confine di Stato - Ungheria            |    |                |  |  |